# Quierzy
Quierzy es una comuna francesa situada en el departamento de Aisne, en la región de Alta Francia.
La localidad se encuentra en la margen izquierda del río Oise, que fluye hacia el oeste a través de la comuna. El río Ailette se une al Oise en la parte oriental del municipio.

## Historia

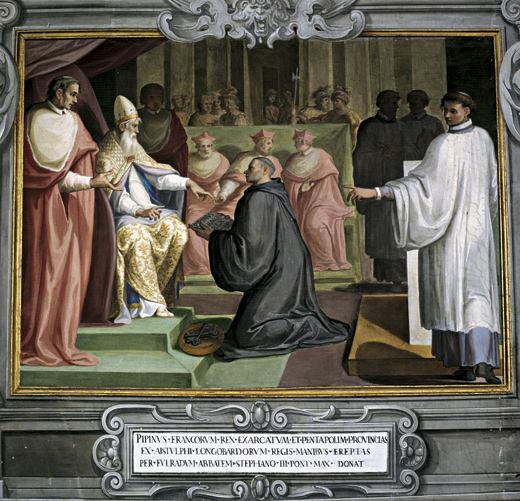
Donación de Pipino (o tratado de Quierzy) al papa Esteban II (754).

El hoy tranquilo pueblo fue el asentamiento de una importante villa o palatium en las épocas merovingia y carolingia, y el lugar de las asambleas de los nobles francos, de los sínodos de obispos y abades y otros eventos importantes. Aquí murió Carlos Martel el 22 de octubre de 741.
El nombre del lugar aparece de diversas formas en la documentación: Cariciacum, Carisiacum, Charisagum, Karisiacum. De la residencia real de los merovingios y de la casa de Pipino, solo quedan restos en campos fuera de Quierzy, en dirección a Manicamp. Del castillo altomedieval de Quierzy a orillas del Oise, reconstruido en el siglo XV como fortaleza de los obispos de Noyon, sobrevive una sola torre.
En enero de 754, Pipino el Breve recibió al papa Esteban II en Quierzy, tomándose la decisión de adoptar la liturgia romana y el canto gregoriano en sus dominios. Se alega que la Donación de Pipino se hizo en Quierzy al papa Esteban II, otorgándole el Exarcado de Rávena. Por su parte, el papa legitimó a los carolingios. Carlomagno confirmó esta donación en 774 en Roma.
Pipino pasó el invierno de 762 en Quierzy. Carlomagno convocó aquí una asamblea de nobles en enero de 775, en preparación de su invasión de Sajonia. En 804, el papa León III se reunió con Carlomagno en Quierzy antes de dirigirse a Aquisgrán. En diciembre de 842 Carlos el Calvo se casó con Ermentrude de Orleans en Quierzy.
En el siglo IX, varios sínodos de Quierzy debatieron diversas cuestiones. En el sínodo de 853, se publicaron los famosos cuatro decretos o capítulos (capitula) redactados por Hincmaro, arzobispo de Reims, sobre las cuestiones de la predestinación, y Godescalco fue condenado por hereje.
El Capitular de Quierzy fue promulgado en junio de 877 por el emperador Carlos el Calvo, que comprendía una serie de medidas para salvaguardar la administración de su reino durante su segunda expedición italiana, así como instrucciones para su hijo Luis el Tartamudo, que había sido encargado del gobierno durante la ausencia de su padre. Se reunió un gran número de señores para oír la lectura. En este documento Carlos tomó elaboradas precauciones contra Luis el Germánico, de quien tenía todos los motivos para desconfiar. Le prohibió residir en determinados palacios y bosques, y lo obligó a jurar que no despojaría a su madrastra Richilde de sus tierras y beneficios alodiales.
Al mismo tiempo, Carlos rehusó permitir que Luis nominara a sus candidatos para los condados que quedaban vacantes en ausencia del emperador. El capitular sirvió como una garantía para la aristocracia de que se seguiría el uso general en las circunstancias existentes, y también como un medio para tranquilizar a los condes que habían acompañado al emperador a Italia sobre el destino de sus beneficios.
En el siglo siguiente, sin embargo, las incursiones vikingas destruyeron el palatium, y Hugo Capeto entregó sus tierras en Quierzy al obispo de Noyon, que construyó una fortaleza para servir sus intereses en los enfrentamientos con los poderosos señores de Coucy. En los siglos siguientes, las tierras de Quierzy pasaron sucesivamente a las familias Chérisy, Montmorency, Roye, Halluin, Brûlart de Sillery y Bussy-Rabutin, hasta la Revolución francesa.

## Demografía
| 340 | 335 | 312 | 342 | 362 | 335 | 411 |
| Para los censos de 1962 a 1999 la población legal corresponde a la población sin duplicidades (Fuente: INSEE [Consultar]) |     |     |     |     |     |     |